# جورج ميلبورن
جورج ميلبورن (بالإنجليزية: George Milburn)‏ (24 يونيو 1910 في المملكة المتحدة - 1980) هو لاعب كرة قدم بريطاني (وحمل سابقاً جنسية المملكة المتحدة لبريطانيا العظمى وأيرلندا) في مركز الدفاع. لعب مع ليدز يونايتد ونادي تشيسترفيلد.